# Zhangnai Cuo
Zhangnai Cuo (kinesiska: 张乃错) är en sjö i Kina. Den ligger i den autonoma regionen Tibet, i den sydvästra delen av landet, omkring 420 kilometer nordväst om regionhuvudstaden Lhasa. Trakten runt Zhangnai Cuo består i huvudsak av gräsmarker.
Genomsnittlig årsnederbörd är 494 millimeter. Den regnigaste månaden är juli, med i genomsnitt 124 mm nederbörd, och den torraste är januari, med 10 mm nederbörd.